# Muriel Costa-Greenspon
Muriel Costa-Greenspon (Detroit, 1º dicembre 1935 – New York, 26 dicembre 2005) è stata un mezzosoprano statunitense.
Ha avuto una lunga carriera alla New York City Opera, durata dal 1963 al 1993, e il suo vasto repertorio (che comprendeva anche ruoli da contralto) comprendeva Leonard Bernstein, Benjamin Britten, Carlisle Floyd, Lee Hoiby, Arthur Honegger, Gian Carlo Menotti, Gilbert e Sullivan, Puccini, Mozart e Donizetti.
Dopo il ritiro dalla scena ha insegnato alla prestigiosa Bronx High School of Science.